# Гражданская война в Гвинее-Бисау
Гражданская война в Гвинее-Бисау — вооружённый конфликт между правящей партией Гвинеи-Бисау ПАИГК с одной стороны, и вооружённой оппозицией и сепаратистами Казаманса — с другой, продолжавшийся с июня 1998 по май 1999 года. Война закончилась поражением правительственных сил и бегством президента Жуана Виейра.

## Предыстория
С 1963 года в Португальской Гвинее развернулась национально-освободительная война против колониального режима. Боевые действия вели Революционные народные вооружённые силы (ФАРП) Африканской партии независимости Гвинеи и Кабо-Верде (ПАИГК) во главе с Амилкаром Кабралом.
Боевые действия протекали в целом с преимуществом повстанцев. Этой ситуации не изменило даже убийство Амилкара Кабрала. 24 сентября 1973 года на территории, находившейся под контролем ПАИГК, к тому времени составлявшей от 50 до 70 процентов территории колонии, было провозглашено создание независимой Республики Гвинея-Бисау. В 1974 году, после того как в Португалии произошла революция, новое правительство 10 сентября 1974 года признало независимость Гвинеи-Бисау.
С обретением страной независимости в ней была установлена однопартийная политическая система и командно-плановая экономика. Гвинея-Бисау придерживалась в целом просоветской ориентации во внешней политике, предоставила аэродромы для транзита кубинских войск в Анголу, хотя и ответила отказом на предложение советской стороны о создании в эстуарии реки Жеба военно-морской базы. После 1986 года началась либерализация экономики, в 1989 году была принята новая конституция, разрешившая создание альтернативных правящих партий. На выборах 1990 года ПАИГК одержала победу с подавляющим количеством голосов, однако 1990-е годы отмечены всё возрастающей нестабильностью.

## Накануне
В конце января 1998 года ряд офицеров вооружённых сил был арестован по обвинению в поставках оружия сепаратистам Казаманса.
30 января 1998 года министр обороны Гвинеи-Бисау объявил об отстранении от должности начальника штаба вооружённых сил бригадного генерала Ансумане Мане по причине неисполнения обязанностей.
В марте после акций протестов оппозиционных партий в связи с задержками в организации выборов была создана независимая национальная избирательная комиссия. Выборы должны были состояться в июле. В апреле Мане публично обвинил министра обороны и группу офицеров вооружённых сил в причастности к торговле оружием сепаратистам Казаманса. На шестом конгрессе ПАИГК, состоявшемся в мае того же года, президент Ж. Виейра был переизбран председателем партии.

## Ход войны
7 июня 1998 года комбриг Ансумане Мане, воспользовавшись недовольством военнослужащих низкой заработной платой, предпринял попытку переворота. На сторону путчистов перешли два батальона. Мятежники захватили казармы Бра и ряд стратегически важных объектов. На их сторону перешли охрана международного аэропорта Бисау и даже ветераны войны за независимость. Мане провозгласил себя главой государства на правах главы «военной хунты по консолидации мира и справедливости» и призвал к свободным президентским выборам уже в следующем месяце.
Сенегал и Гвинея направили военный контингент в почти 2000 военных на помощь Виейру. Поддержку властям страны также оказала Франция. Но иностранное вмешательство не помогло правительственным силам быстро подавить мятеж либо нанести повстанцам ряд серьёзных поражений. Однако и Мане не смог добиться значительных результатов.
В конце июля было подписано соглашение о прекращении огня. 2 ноября в Абудже был подписан мирный договор, который рухнул в феврале 1999 года, когда на короткий период бои возобновились с новой силой. Сенегальские и гвинейские силы были выведены из страны, их заменили войска ЭКОМОГ. К тому времени 99 % бойцов правительственной армии перешли на сторону мятежников.
6 мая Мане предпринял внезапное нападение на оппонентов. Его отряды заняли столичный аэропорт, окружили президентский дворец и заставили его охрану сдаться. Тем временем Виейра укрылся в иностранном посольстве, а потом бежал в Гвинею. Власть захватили повстанцы.

## Последствия
Ансумане Мане стал председателем высшего совета военной хунты, передав гражданскую власть председателю Национальной народной ассамблеи Маламу Бакаи Санья. На выборах 2000 года победил Кумба Яла, который распустил военную хунту. 23 ноября 2000 генерал Мане поднял новое восстание. Мятежники были выбиты из столицы, 30 ноября генерал Мане погиб в перестрелке в провинции Биомбо.